# Olav Riste
Olav Riste (* 11. April 1933 in Volda; † 21. Juli 2015) war ein norwegischer Historiker.
Riste erwarb das Doktorat der Philosophie von der Universität Oslo mit der 1965 veröffentlichten Dissertation Der neutrale Alliierte, in der er die Position Norwegens im Ersten Weltkrieg darstellte. Von 1980 bis 1996 war er als Direktor des Norwegischen Instituts für Verteidigungsstudien tätig. Später hatte er die Position des Forschungsdirektors dieser Einrichtung und ab 1980 eine Lehrtätigkeit an der Universität Bergen inne. Ab 1997 unterrichtete Riste auch an der Universität Oslo. Der Fokus seiner Forschungen lag auf dem Gebiet der internationalen und der nationalen Sicherheit und der Militärgeschichte. Riste war von 1976 bis 1981 Herausgeber des  Scandinavian Journal of History.
Riste war Mitglied der Norwegischen Akademie der Wissenschaften. Er wurde 2003 mit dem Sankt-Olav-Orden im Rang des Ritters erster Klasse ausgezeichnet.
Der Politikwissenschaftler Leopoldo Nuti bezeichnete Riste als „einen der am meisten respektierten und führenden Historiker internationaler Beziehungen in Westeuropa“.

## Schriften
- mit Berit Nøkleby: Norway 1940–1945. The Resistance Movement. Tanum, Oslo 1970. 3. Auflage: Aschehoug, Oslo 1999, ISBN 82-03-22087-8.
- London-regjeringa. Norge i krigsalliansen 1940–1945 2 Bände. Det Norske Samlaget, Oslo.

Band 1: 1940–1942: Prøvetid. 1973, ISBN 82-521-0270-0.
Band 2: 1942-1945: Vegen heim. 1979, ISBN 82-521-0954-3.
- The Norwegian Intelligence Service 1945–1970. Cass, London 1999. Norwegische Ausgabe: Strengt hemmelig. 1997, ISBN 0-7146-4900-7.